# Vorderer Hirlatz
Vorderer Hirlatz är en bergstopp i Österrike.   Den ligger i distriktet Gmunden och förbundslandet Oberösterreich, i den centrala delen av landet, 220 km väster om huvudstaden Wien. Toppen på Vorderer Hirlatz är 1 934 meter över havet.
Terrängen runt Vorderer Hirlatz är huvudsakligen bergig, men åt sydost är den kuperad. Närmaste större samhälle är Bad Goisern, 12,2 km norr om Vorderer Hirlatz. 
Trakten runt Vorderer Hirlatz består i huvudsak av gräsmarker. Runt Vorderer Hirlatz är det ganska glesbefolkat, med 25 invånare per kvadratkilometer.